# Heterolampas
Heterolampas is een geslacht van uitgestorven zee-egels uit de familie Hemiasteridae.

## Soorten
- Heterolampas maresi Cotteau, 1862 † Boven-Krijt (Campanien), Noord-Afrika.